# مکزیکی آمریکایی
مکزیکی آمریکایی (اسپانیایی: mexicano-americanos‎) به آمریکایی‌هایی گفته می‌شود که تماماً یا بخشی از تبارشان از اهالی کشور مکزیک می‌باشند
در برآورد ژوئیه ۲۰۱۳ مکزیکی آمریکایی‌ها ۱۰٫۹٪ جمعیت ایالات متحده آمریکا را تشکیل داده‌اند و در مجموع جمعیتی نژاد هیسپانی و لاتین در ایالات متحده حدود ۶۴٫۱٪ را شامل می‌شوند. ایالات متحده دومین و بزرگترین سکونتگاه برای جامعه مکزیکی در جهان محسوب می‌شود.

## مهاجران مکزیکی
مکزیکی‌ها در جنوب غربی ایالات متحده متمرکز شده‌اند. آمریکایی‌ها هیچ‌گاه دلیل مهاجرت مکزیکی‌ها به کشورشان را نمی‌پرسند و تنها می‌خواهند که دولتشان از ورود مکزیکی‌ها جلوگیری نماید، در حالی که علت اصلی مهاجرت بی‌رویه و غیر قانونی مکزیکی‌ها به ایالات متحده خود آمریکایی‌ها هستند که با اتخاذ سیاست نادرست اقتصادی در قبال مکزیک و به انحطاط کشیدن اقتصاد آن کشور باعث مهاجرت غیر قانونی مکزیکی‌ها شده‌اند. اما این یک روی سکه است، کارشناسان اکونومیست اعتقاد دارند که انحصار اقتصاد مکزیک بوسیله کارلوس اسلیم (مکزیکی لبنانی‌تبار، یکی از ثروتمندترین مردان جهان با دارایی فعلی ۶۷/۸ میلیارد دلار) و ۱۰۰ خانواده شناخته شده دیگر مکزیکی، ضرر و زیان‌های زیادی برای اقتصاد مکزیک دارد، به گونه‌ای که درآمد سالیانه مکزیکی‌ها را به زیر ۷ هزار دلار رسانده است. شواهد چنین فقری را می‌توان در انبوه مهاجرانی که سالیانه برای کار به ایالات متحده، مهاجرت می‌کنند، جستجو کرد. در واقع ۱۰ درصد جمعیت مکزیک به ایالات متحده مهاجرت کرده‌اند.
بنیاد قانون مهاجرت آمریکا، تاثیرات کارگران مهاجر مکزیکی را بر اقتصاد ایالات متحده این‌چنین ارزیابی می‌کند:

- کارگران مهاجر مکزیکی بخش جدایی ناپذیر رشد اقتصادی ایالات متحده هستند.
- کارگران مهاجر مکزیکی در حال پر کردن مشاغل مورد نیاز در مناطق جغرافیایی جدید هستند.
- مشاغل جدید به آموزش پیشرفته نیاز ندارد.

اما دلایل چندی موجب گسترش مهاجرت مکزیکی ها به ایالات متحده می‌شود.
- همجواری و همسایگی؛ آمریکایی‌ها مهاجرت را با مجسمه آزادی، جزیره الیس و فرودگاه کندی می‌شناسند. در گذشته مهاجران با پیمودن چند هزار مایل از اقیانوس وارد ایالات متحده می‌شدند. نگرش ایالات متحده نسبت به مهاجران و سیاست‌های مهاجرپذیری این کشور نیز همواره با این تصور شکل گرفته است. ولی این موج عظیم مهاجرت از کشوری فقیر و همجوار است که جمعیت آن نیز معادل یک سوم جمعیت ایالات متحده است که با عبور از خطوط مرزی در سطح زمین یا عبور از رودخانه‌های عمیق، مرز هزار مایلی را پشت سر گذاشته، وارد خاک این کشور می‌شوند.
- کمی هزینه‌های مهاجرت؛ هزینه ها، چالش و خطرات مهاجرت برای مکزیکی‌ها بسیار کمتر از دیگر مهاجران است. آنها به آسانی می‌توانند به ایالات متحده رفته و به مکزیک بازگردند و با خانواده و دوستانشان در تماس باشند و این عوامل موجب افزایش زیاد مهاجرت از مکزیک پس از سال ۱۹۶۵ شد به طوری که در دهه ۱۹۷۰ حدود ۶۴ هزار، در دهه ۱۹۸۰ در حدود ۱۶۵۶۰۰ و در دهه ۱۹۹۰ در حدود ۲۲۴۹۰۰۰ مکزیکی بصورت قانونی به ایالات متحده مهاجرت کردند و همچنین تعداد عظیم مهاجران غیر قانونی نیز بر این تعداد افزوده می‌گردد.
- غیرقانونی بودن؛ ورود غیر قانونی به ایالات متحده پدیده‌ای مکزیکی است که پس از سال ۱۹۶۵ رواج یافت. برآوردهایی که کمیسیون مشترک مکزیکی-آمریکایی در زمینه ورود غیر قانونی مکزیکی‌ها به ایالات متحده انجام داده، بیانگر ورود غیر قانونی سالانه ۱۰۵ تا ۲۵۰ هزار مکزیکی است. تقریبا دو سوم مهاجران مکزیکی پس از سال ۱۹۷۵ بصورت غیر قانونی وارد خاک ایالات متحده شدند و این مساله تا بدان حد است که بیل کلینتون قاچاق سازمان یافته افراد به ایالات متحده را تهدیدی برای امنیت ملی آمریکا نامید و جورج دبلیو بوش نیز خواهان اصلاح قانون مهاجرت و اخراج مهاجران غیر قانونی شده‌است.
- حضور تاریخی؛ هیچ گروه مهاجر دیگری به غیر از مکزیکی‌ها در تاریخ ایالات متحده وجود ندارد که ادعا کرده یا بتواند ادعا تاریخی بر سرزمین ایالات متحده داشته باشد. در حالی که مکزیکی‌ها و آمریکایی‌های مکزیکی‌تبار می‌توانند چنین ادعایی داشته باشند تقریبا تمام تگزاس، نیومکزیکو، آریزونا، کالیفرنیا نوادا و یوتا تا زمان جنگ استقلال تگزاس در سال ۱۸۳۶ و جنگ مکزیک و آمریکا در سال ۱۸۴۸ بخشی از خاک مکزیک به حساب می‌آمدند و ایالات متحده نیمی از سرزمین مکزیک را از آن جدا کرد، موضوعی که مکزیکی‌ها آن را هرگز فراموش نکرده‌اند.[۲]

## جوامع مکزیکی آمریکایی

### ایالت‌های آمریکا به ترتیب جمعیت مکزیکی آمریکایی
| ایالت/قلمرو      | جمعیت مکزیکی آمریکایی (۲۰۱۸) | درصد |
| ---------------- | ---------------------------- | ---- |
| آلاباما          | ۱۲۴٬۲۱۰                      | ۲٫۶  |
| آلاسکا           | ۲۸٬۰۴۹                       | ۳٫۸  |
| آریزونا          | ۱٬۹۲۶٬۲۷۴                    | ۲۷٫۸ |
| آرکانزاس         | ۱۵۹٬۲۷۳                      | ۵٫۴  |
| کالیفرنیا        | ۱۲٬۶۲۱٬۸۴۴                   | ۳۲٫۳ |
| کلرادو           | ۸۶۹٬۱۴۹                      | ۱۵٫۸ |
| کنتیکت           | ۵۷٬۳۸۳                       | ۱٫۶  |
| دلاویر           | ۳۴٬۲۴۴                       | ۳٫۷  |
| واشینگتن دی.سی.  | ۱۴٬۱۴۶                       | ۱٫۶  |
| فلوریدا          | ۷۱۳٬۵۱۸                      | ۳٫۵  |
| جورجیا           | ۵۶۱٬۷۱۰                      | ۵٫۵  |
| هاوایی           | ۴۵٬۸۳۲                       | ۳٫۳  |
| آیداهو           | ۱۸۱٬۱۸۵                      | ۱۰٫۸ |
| ایلینوی          | ۱٬۷۱۵٬۸۳۱                    | ۱۳٫۴ |
| ایندیانا         | ۳۳۳٬۲۱۹                      | ۵٫۱  |
| آیووا            | ۱۴۳٬۳۶۸                      | ۴٫۶  |
| کانزاس           | ۲۷۸٬۲۱۳                      | ۹٫۶  |
| کنتاکی           | ۸۹٬۲۱۷                       | ۲٫۱  |
| لوئیزیانا        | ۹۳٬۷۵۰                       | ۲٫۱  |
| مین (ایالت)      | ۶٬۲۵۱                        | ۰٫۵  |
| مریلند           | ۹۷٬۲۳۱                       | ۱٫۷  |
| ماساچوست         | ۴۷٬۹۱۱                       | ۰٫۷  |
| میشیگان          | ۳۶۳٬۴۲۱                      | ۴٫۹  |
| مینه‌سوتا         | ۲۰۱٬۵۸۰                      | ۳٫۷  |
| میسیسیپی (ایالت) | ۵۶٬۲۸۲                       | ۱٫۹  |
| میزوری           | ۱۷۲٬۰۵۵                      | ۲٫۹  |
| مونتانا          | ۲۷٬۵۱۰                       | ۲٫۷  |
| نبراسکا          | ۱۵۰٬۴۲۴                      | ۷٫۹  |
| نوادا            | ۶۲۹٬۴۶۹                      | ۲۱٫۶ |
| نیوهمپشر         | ۸٬۶۸۶                        | ۰٫۷  |
| نیوجرسی          | ۲۳۰٬۸۷۵                      | ۲٫۶  |
| نیومکزیکو        | ۶۵۸٬۵۱۶                      | ۳۱٫۵ |
| نیویورک (ایالت)  | ۴۷۷٬۱۹۴                      | ۲٫۵  |
| کارولینای شمالی  | ۵۳۸٬۵۰۵                      | ۵٫۳  |
| داکوتای شمالی    | ۱۷٬۹۱۵                       | ۲٫۳  |
| اوهایو           | ۲۰۰٬۰۶۰                      | ۱٫۸  |
| اکلاهما          | ۳۳۳٬۱۶۶                      | ۸٫۵  |
| اورگن            | ۴۳۱٬۱۶۹                      | ۱۰٫۶ |
| پنسیلوانیا       | ۱۵۲٬۵۳۷                      | ۱٫۲  |
| رود آیلند        | ۱۱٬۱۲۳                       | ۱٫۱  |
| کارولینای جنوبی  | ۱۵۰٬۵۸۲                      | ۳٫۱  |
| داکوتای جنوبی    | ۲۱٬۲۲۹                       | ۲٫۵  |
| تنسی             | ۲۱۷٬۵۵۷                      | ۳٫۳  |
| تگزاس            | ۹٬۳۹۴٬۵۰۶                    | ۳۳٫۷ |
| یوتا             | ۳۰۶٬۳۷۵                      | ۱۰٫۷ |
| ورمانت           | ۳٬۳۳۵                        | ۰٫۶  |
| ویرجینیا         | ۱۷۳٬۰۴۶                      | ۲٫۱  |
| واشینگتن (ایالت) | ۷۲۸٬۲۰۸                      | ۱۰٫۰ |
| ویرجینیای غربی   | ۱۰٬۹۸۲                       | ۰٫۶  |
| ویسکانسین        | ۲۷۸٬۷۸۹                      | ۴٫۹  |
| وایومینگ         | ۴۴٬۷۰۴                       | ۷٫۷  |
| کل آمریکا        | ۳۶٬۶۰۰٬۰۰۰                   | ۱۲٫۲ |